# Acragas hieroglyphicus
Acragas hieroglyphicus é uma espécie de aranha saltadora do gênero Acragas. O nome científico desta espécie foi publicado pela primeira vez em 1896 por Peckham & Peckham. Essas aranhas geralmente são facilmente encontradas no Panamá e no México.